# ダレン・ジャクソン
ダレン・ジャクソン（Darren Jackson、1966年7月25日 - ）は、スコットランドの元サッカー選手。元スコットランド代表。ポジションはフォワード。

## 来歴
1995年にスコットランド代表デビュー。出場機会は無かったがUEFA EURO '96のメンバーにも選ばれた。1998 FIFAワールドカップにも2試合に出場した。スコットランド代表で通算28試合に出場、4得点をあげた。

## 代表歴

### 出場大会
- スコットランド代表
  - 1998 FIFAワールドカップ

### 試合数
- 国際Aマッチ 28試合 4得点（1995年-1998年）[1]

| スコットランド代表 | 国際Aマッチ | 国際Aマッチ |
| 年                 | 出場        | 得点        |
| ------------------ | ----------- | ----------- |
| 1995               | 9           | 0           |
| 1996               | 5           | 1           |
| 1997               | 6           | 2           |
| 1998               | 8           | 1           |
| 通算               | 28          | 4           |